# Mary la petite journaliste
Pour plus de détails, voir Fiche technique et Distribution.
Mary la petite journaliste (titre original : Powers That Prey) est un film muet américain réalisé par Henry King, sorti en 1918.

## Synopsis
Chassé de la ville après avoir montré la malhonnêteté du politicien Jarvis McVey dans son journal, Burton Grant demande à sa fille Sylvia de laisser la direction du Daily News à son dynamique rédacteur Frank Summers. Ayant hérité des talents de journaliste de son père, Sylvia licencie Frank et prend en charge le journal. Pendant ce temps, Frank apprend que McVey et le président de la compagnie de chemin de fer sont impliqués dans des malversations concernant la ville, et quand Sylvia l'apprend, elle publie une édition spéciale, demandant que McVey soit enduit de goudron et de plumes. Burton arrive juste à temps pour empêcher la population de mettre à exécution cette suggestion et contraint McVey de quitter la ville. Grant ordonne à Sylvia de retourner à l'école, mais elle décide à la place de devenir Mme Frank Summers.

## Fiche technique
- Titre original : Powers That Prey
- Titre français : Mary la petite journaliste
- Réalisation : Henry King
- Scénario : Will M. Ritchey
- Photographie : John Seitz
- Société de production : American Film Company
- Société de distribution : Mutual Film Corporation
- Pays de production :  États-Unis
- Langue : anglais
- Format : Noir et blanc - 35 mm - 1,37:1 - Muet
- Genre : Comédie dramatique
- Durée : 5 bobines
- Dates de sortie :
  - États-Unis : 4 mars 1918

## Distribution
- Mary Miles Minter : Sylvia Grant
- Alan Forrest : Frank Summers
- Harvey Clark : Burton Grant
- Clarence Burton : Jarvis McVey
- Lucille Ward : Mme Brackett
- Emma Kluge : Mme Sharon
- Perry Banks : George Lake
- Robert Miller : Bobs